# Luchthaven Mayotte-Dzaoudzi Pamandzi

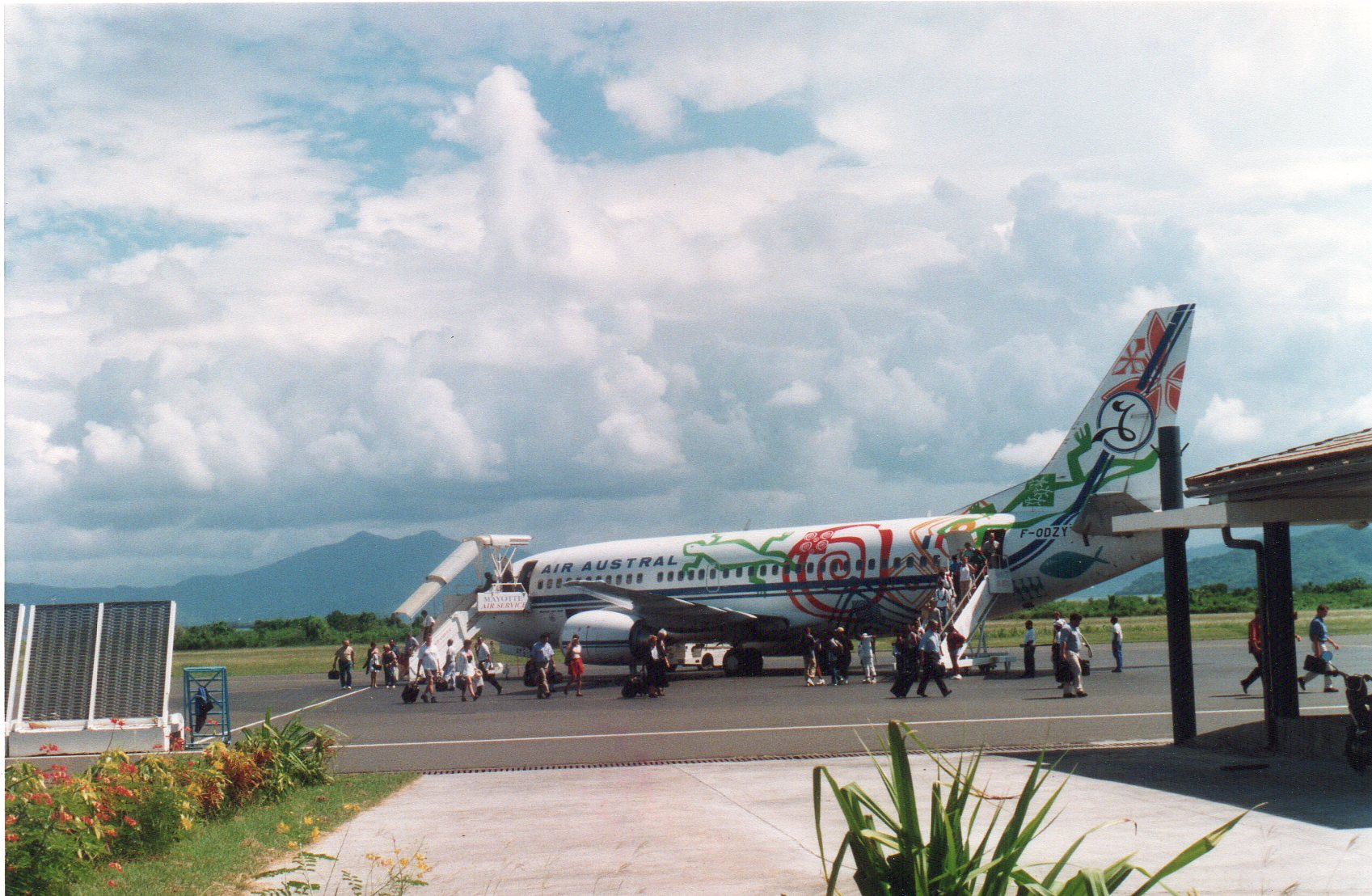
Een Boeing 737 van Air Austral op de luchthaven Dzaoudzi-Pamandzi.

De Luchthaven Mayotte-Dzaoudzi Pamandzi (Frans: Aéroport de Dzaoudzi-Pamandzi) is de enige internationale luchthaven van het Frans overzees departement Mayotte. Ze ligt in het zuiden van het eiland Petite-Terre, in de gemeente Pamandzi zuidelijk van de oude hoofdstad Dzaoudzi. De huidige hoofdstad Mamoudzou op Grande-Terre ligt op ongeveer 6 km van de luchthaven.
Er is een landingsbaan van 1650 m bruikbare lengte, die een eind in de Indische Oceaan uitsteekt. Er kunnen vliegtuigen van het formaat van een Boeing 777 landen.
Sedert april 2011 gebeurt de uitbating van de luchthaven voor vijftien jaar door de groep SNC-Lavalin. In 2013 zou een nieuwe terminal in gebruik moeten genomen worden. Een verlenging van de landingsbaan wordt verhinderd door de aanwezigheid van kwetsbare koraalriffen in de buurt.